# The Velvet Rope Tour - Live in Concert
The Velvet Rope Tour - Live in Concert è il primo concerto dal vivo della cantante statunitense Janet Jackson pubblicato in home video, nel 1999.

## Descrizione
Registrato l'11 ottobre 1998, è la tappa al Madison Square Garden di New York del The Velvet Rope World Tour. Il concerto fu trasmesso in diretta negli Stati Uniti da HBO e raggiunse un pubblico di 15 milioni di telespettatori. Negli anni successivi fu mandato in onda anche da reti televisive internazionali via cavo.
Il rapper Q-Tip vi fece un'apparizione speciale durante l'esecuzione di Got 'til It's Gone. Durante l'interpretazione di Rope Burn la Jackson faceva salire sul palco uno spettatore ed interpretava una lap dance di fronte a lui.
Fu pubblicato su VHS, Laserdisc e VCD nel 1999. A Hong Kong, a causa di alcune leggi sulla censura, le canzoni Rope Burn e Any Time, Any Place furono omesse dalla scaletta del VCD.
The Velvet Rope - Live in Concert fu ripubblicato come DVD singolo nel 2001, 2004 e 2006. In Europa e Stati Uniti uscì anche come doppio DVD insieme a Janet: Live in Hawaii nel 2004 e, con una copertina diversa, nel 2005.

## Accoglienza
Venne certificato Disco di platino dalla RIAA. Fu nominato a tre Emmy Awards nel 1999 per "Notevole coreografia", "Notevole direzione tecnica delle luci" e "Notevole direzione musicale", e vinse quello per "Notevole direzione tecnica fotografica/video di uno speciale". Lo stesso anno ottenne anche due NAACP Image Awards per "Notevole interpretazione in una serie/speciale di varietà" e per "Notevole serie/speciale di varietà".

## Tracce
1. Intro + Velvet Rope
2. If
3. You
4. Medley: Let's Wait Awhile/Again
5. Control Medley: Control/The Pleasure Principle/What Have You Done for Me Lately/Nasty
6. Throb
7. Whimsical Medley: Escapade/When I Think of You/Miss You Much/Runaway/Love Will Never Do (Without You)
8. Alright
9. I Get Lonely
10. Any Time, Any Place
11. Instrumental Interlude
12. Rope Burn
13. Black Cat
14. What About
15. Rhythm Nation
16. Special
17. That's the Way Love Goes
18. Got 'til It's Gone
19. Go Deep
20. Together Again